# Calciumphosphinat
Calciumphosphinat ist eine chemische Verbindung aus der Gruppe der Phosphinate, den Salzen der Phosphinsäure.

## Gewinnung und Darstellung
Calciumphosphinat wird durch Einwirkung von weißem Phosphor auf siedende Kalkmilch gewonnen.
{\displaystyle \mathrm {3\ Ca(OH)_{2}+2\ P_{4}+6\ H_{2}O\longrightarrow } } {\displaystyle \mathrm {3\ Ca(H_{2}PO_{2})_{2}+2\ PH_{3}} }

## Eigenschaften
Calciumphosphinat zersetzt sich beim Erhitzen unter Entwicklung von Phosphorwasserstoff.

## Verwendung
Calciumphosphinat wird in der Homöopathie verwendet. In der Medizin wird es wie auch Natriumphosphinat als Kräftigungsmittel verwendet. Es kann auch zum Nachweis von Arsen dienen.